# Platja Gran de Calella
La platja Gran de Calella, o platja Gran, és una platja urbana de la costa del Maresme, situada al municipi de Calella (Maresme), que pel seu extrem nord-est està limitada pel rierany dels Frares, que la separa de la platja del Poblenou de Pineda de Mar, i pel seu extrem sud-oest per la riera de Capaspre (o de Calella) que la separa de la platja de Garbí. Té una longitud de 1.388 m i una amplada mitjana de 50 m, amb una superfície de 99.788 m² de sorra molt gruixuda i un fort pendent d'entrada a l'aigua.
Està flanquejada pel passeig Manuel Puigvert, un dels centres neuràlgics de la ciutat. Disposa de 3 bars-restaurant, 2 camps de futbol-platja, 9 camps de vòlei-platja, dutxes, servei de vigilància i salvament a l'època d'estiu. Disposa del certificat de sostenibilitat Biosphere. Des del 2022 disposa d'una zona de 2.000 m² per a gossos, amb un tancat de fusta, des de maig fins a l'octubre.
Davant de l'estació del ferrocarril hi ha el Club Nàutic Calella, amb instal·lacions per a la pràctica de caiac, windsurf, embarcacions a vela, a motor, moto nàutica, etc. Ofereix escola de vela i windsurf i organitza campionats i concursos, com ara el Concurs de Pesca. A la platja també hi ha el Club Esportiu Vela Calella, el Club de Pesca Esportiva Calella i el Water Sports Centre.